# Diastopora canui
Diastopora canui är en mossdjursart som beskrevs av Antonio Neviani 1939. Diastopora canui ingår i släktet Diastopora och familjen Diastoporidae. Inga underarter finns listade i Catalogue of Life.